# Kitaotao, Bukidnon
Kitaotao là một đô thị hạng 2 ở tỉnh Bukidnon, Philippines. Theo điều tra dân số năm 2000, đô thị này có dân số 26.073 người trong 5.194 hộ.

## Các đơn vị hành chính
Kitaotao được chia thành 35 barangay.
| - Balangigay - Balukbukan - Bershiba - Bobong - Bolocaon - Cabalantian - Calapaton - Sinaysayan (Dalurong) - Kahusayan - Kalumihan - Kauyonan - Kimolong | - Kitaihon - Kitobo - Magsaysay - Malobalo - Metebagao - Sagundanon - Pagan - Panganan - Poblacion - San Isidro - San Lorenzo - Santo Rosario | - Sinuda (Simod) - Tandong - Tawas - White Kulaman - Napalico - Digongan - Kiulom - Binoongan - Kipilas - East Dalurong - West Dalurong |